# Марти Рисен
Марти Рисен (на английски: Marty Riessen) е американски тенисист. 

## Биография
Марти Рисен е роден на 4 декември 1941 г. в Хинсдейл, Илинойс.

## Кариера
Марти Рисен е класиран, като номер 11 в света на сингъл в класацията на ATP, през септември 1974 г. Класиран е, като номер 8 в света от Ланс Тингей от „Дейли Телеграф“ през 1971 г., преди компютърната класация.
Марти Рисен има много успехи на играта на двойки, той е редовен партньор на двойки на великата австралийска тенисистка Маргарет Смит Корт, заедно с нея печели шест от седемте си титли от Големия шлем на смесени двойки. Победител е в два турнира от Големия шлем на двойки мъже, най-високото му класиране на двойки е номер 3 в света, през март 1980 г.
Той печели шест титли на сингъл в Оупън ерата, като най-голямата е в Синсинати Оупън през 1974 г. Той печели много титли преди Оупън ерата, включително още две титли в Синсинати. Той достига четвъртфинал на сингъл на Откритото първенство на Австралия, и на Откритото първенство на САЩ през 1971 г.
Марти Рисен е член на отбора на САЩ за Купа Дейвис през 1963, 1965, 1967, 1973 и 1981 г.
Dunlop нарече една от своите дървени ракети „Марти Рисен“.

## Кариерна статистика

#### Титли на двойки отГолям шлем(2)
| година | турнир      | партньор | съперник              | резултат                           |
| ------ | ----------- | -------- | --------------------- | ---------------------------------- |
| 1971   | Ролан Гарос | Артър Аш | Том Горман Стан Смит  | 6 – 8, 4 – 6, 6 – 3, 6 – 4, 11 – 9 |
| 1976   | ОП САЩ      | Том Окер | Пол Кронк Клиф Летчър | 6 – 4, 6 – 4                       |

#### Финали на двойки отГолям шлем(4)
| година | турнир       | партньор     | съперник                  | резултат             |
| ------ | ------------ | ------------ | ------------------------- | -------------------- |
| 1969   | Уимбълдън    | Том Окер     | Джон Нюкъмб Тони Роуч     | 5 – 7, 9 – 11, 3 – 6 |
| 1971   | ОП Австралия | Том Окер     | Джон Нюкъмб Тони Роуч     | 2 – 6, 6 – 7         |
| 1975   | ОП САЩ       | Том Окер     | Джими Конърс Илие Настасе | 4 – 6, 6 – 7         |
| 1978   | ОП САЩ       | Шеруд Стюарт | Робърт Мод Кен Розуол     | 6 – 1, 5 – 7, 3 – 6  |